# Port lotniczy Summit
Port lotniczy Summit (IATA: EVY, ICAO: KEVY) – port lotniczy położony w Middletown, w stanie Delaware, w Stanach Zjednoczonych.